# Yaotian, Guangdong
Yaotian är en köping i sydöstra Kina. Den ligger i Xinfeng härad i staden Shaoguan i provinsen Guangdong, omkring 110 kilometer nordost om provinshuvudstaden Guangzhou. Antalet invånare är 17 161. Befolkningen består av 8 260 kvinnor och 8 901 män. Barn under 15 år utgör 25,0 %, vuxna 15-64 år 60 %, och äldre över 65 år 14,0 %.